# أبو سعن الإفريقي
أبو سعن الإفريقي أو اللقلق المُرابِط (Leptoptilos crumeniferus) هو طائر كبير من الطيور التي تنتمي إلى عائلة اللقلق، ويولد في إفريقيا بجنوب الصحراء الكبرى التي تقع في كل من الأراضي الرطبة والأراضي القاحلة، وغالبا ماتجده يعيش بالقرب من البشر لأنه يتغذى على بقايا النفايات، وغالبا ماتدعى بمتعهد الدفن نظرا لشكلها من الخلف والتي بها أجنحة سوداء تشبه العباءة والساقين النحليتين وبها كتلة كبيرة من الشعر على الرقبة .

## وصف

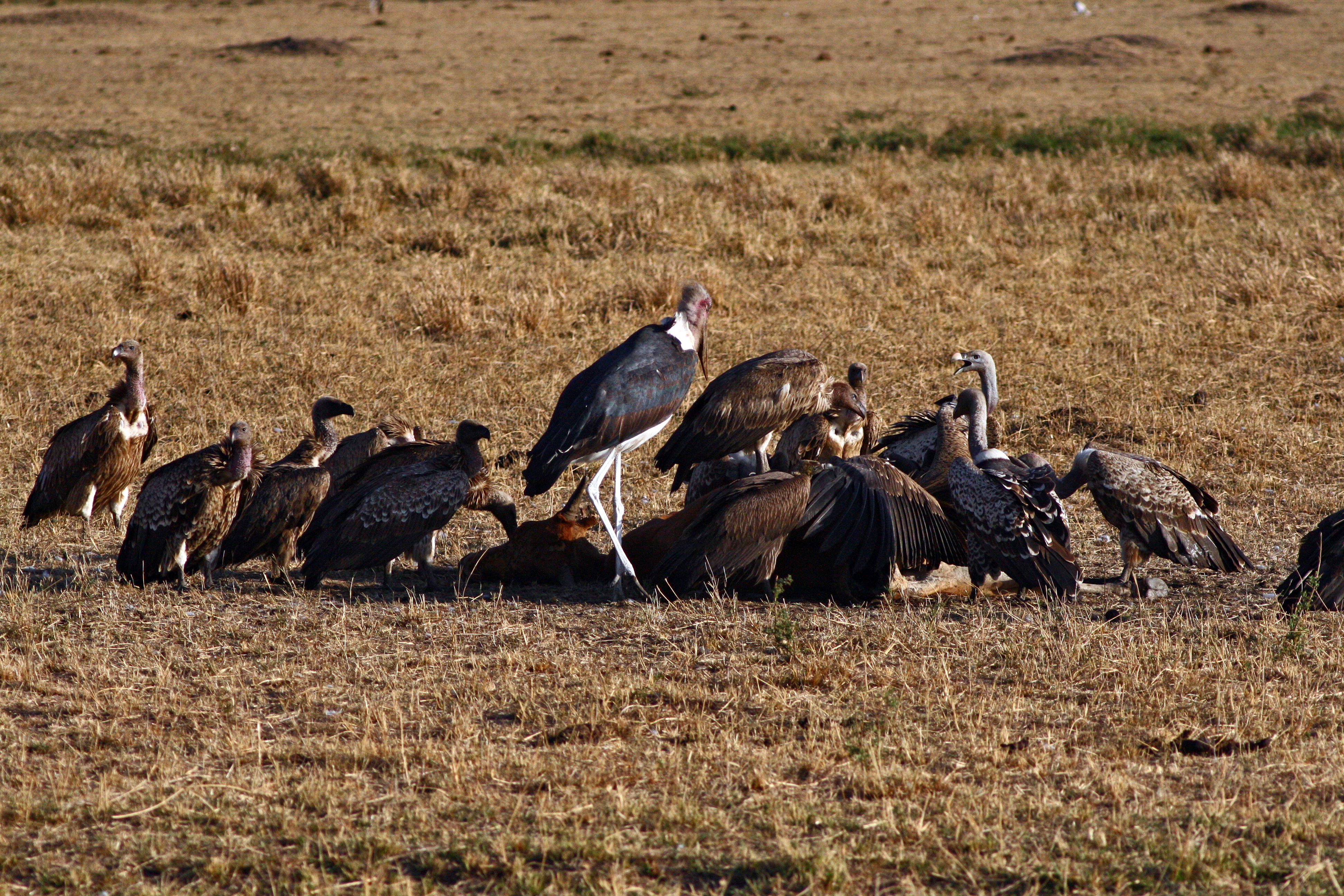
أبو سعن الإفريقي في مجموعات في كينيا

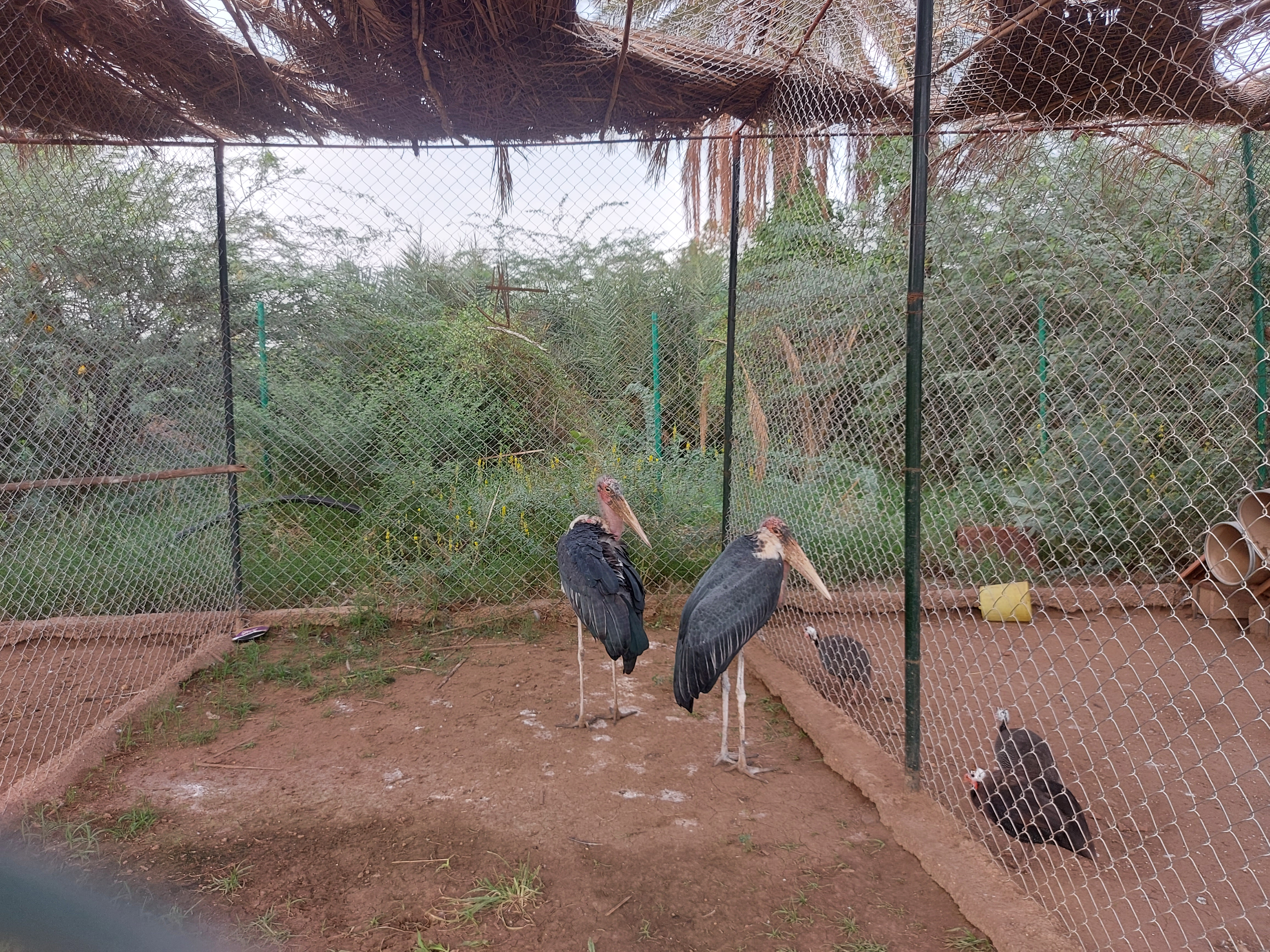
أبوسعن الأفريقي في مركز السودان لإنقاذ الحياة البرية

- أبوسعن الأفريقي في مركز السودان لإنقاذ الحياة البرية هو طائر ضخم ويعتقد أنه توجد عينات يصل طولها إلى 150 سم ووزنها أكثر من 9 كغ ولها أجنحة تقارب 3.5 متر، وهي في طول الأخير تعادل كوندور الأنديز الذي يصل طوله في المتوسط 320 سم، وهو خلافا لطيور اللقالق فإنها تطير ورؤوسها راجعة للخلف مثل مالك الحزين.

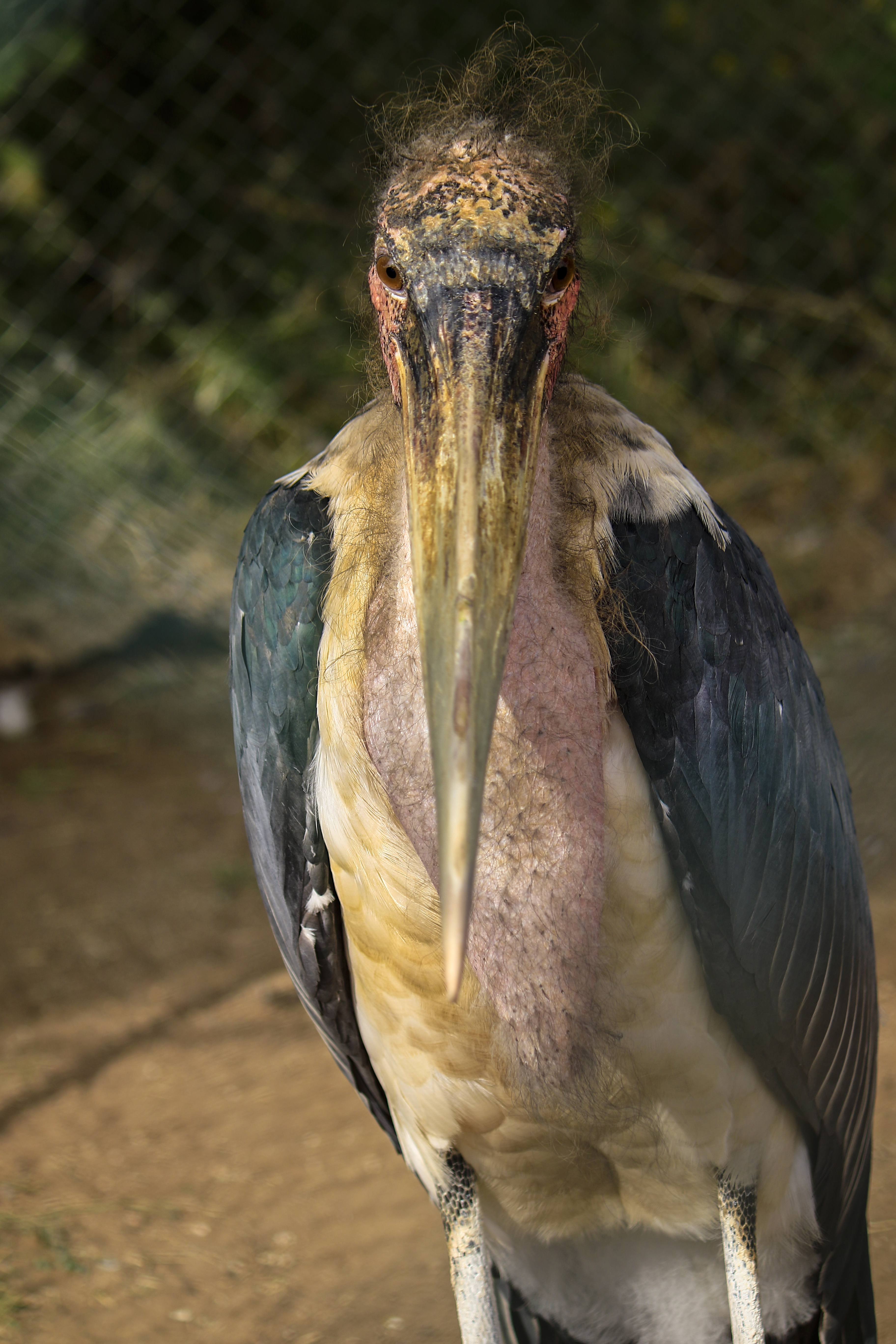
أبو سعن في حديقة الحياة البرية في السودان

- أبو سعن في حديقة الحياة البرية في السودانأبو سعن الإفريقي لديه ريش أبيض أما أجنحته فهي سوداء كثيفة ولديه بعض الريشات البيضاء مصفوفة على طول الجناح. وتمتلك شعرا على رقبتها أبيض اللون أما عنقها ورأسها فهي عاريين ولونه ذاهب للوردي أما منقاره فيعتبر أضخم منقار في عائلة اللقالق.ولاتصل هذه الطيور إلى حدها الكامل من النضج حتى أربع سنوات.

## الغذاء
- تعتبر طيور أبو سعن الإفريقي من الطيور الزبالة لأنها تقتات من النفايات والفضلات المنزلية ويستطيع أكل الجيف أيضا لكنه يستطيع أكل الأسماك والزواحف والحشرات الكبيرة وبيوض التماسيح والسلاحف ويستطيع أكل الطيور الأخرى كالتنوط وصغار النسور والحمام وفراخ البجع والغاق وحتى طيور النحام، وهو يغسل أغذيته جيدا لإزالة الأتربة عنه.

## استخدامه من طرف الإنسان
- يستخذم هذا الطائر من طرف الإنسان لصنع مختلف الملابس والقبعات.